# Хилькевич, Владимир Михайлович
Владимир Михайлович Хилькевич (бел. Уладзімір Міхайлавіч Хількевіч; род. 31 октября 1987, Могилёв) — белорусский футболист, полузащитник клуба «Горки».

## Карьера

### «Савит»
В 2006 году стал выступать в могилёвском клубе «Савит», вместе с которым стал серебряным призёром Второй Лиги. В 2007 году отправился в аренду в шкловский «Спартак», где по итогу сезона стал бронзовым призёром. По возвращении из аренды могилёвский клуб получил повышение в классе и начинал принимать участие в Высшей Лиге. Дебютировал в Высшей Лиге 26 июля 2008 года в матче против «Витебска». Первый гол забил 25 сентября 2008 года в матче против солигорского «Шахтёра», также отличившись результативной передачей. В 2009 году перешёл в новополоцкий «Нафтан», где выступал за дублирующий состав.

### «Славия-Мозырь»
В 2009 году стал игроком мозырской «Славии». Стал ключевым игроком мозырского клуба. В дебютном сезоне в чемпионате появился в 14 матчах, в которых отличился 1 забитым голом. Сезон 2010 года начал с поражения от микашевичского «Гранита». Первым голом отличился 7 июля 2010 года в матче против «Полоцка». В сезоне 2011 года вместе с клубом стал победителем Первой Лиги. Первый матч в высшем дивизионе за клуб сыграл 24 марта 2012 против гродненского «Немана». Первым голом отличился 1 сентября 2012 года в матче против новополоцкого «Нафтана». По итогу сезона смогли сохранить прописку в Высшей Лиге. В январе 2013 года продлил контракт с клубом еще на год. В 2013 году у клуба оказались плохие результаты и по итогу сезона всё таки вылетела назад в Первую Лигу. Сам же футболист покинул клуб.

### «Белшина»
В январе 2014 года футболистом интересоваться могилевский «Днепр». Однако вскоре футболист присоединился у бобруйской «Белшине». Дебютировал за клуб 22 марта 2014 года в матче Кубка Беларуси против солигорского «Шахтёра». Первый матч в чемпионате сыграл 30 марта 2014 года против «Гомеля», также отличившись результативной передачей. Дебютный гол забил 9 августа 2014 года в матче против гродненского «Немана». В феврале 2015 года продлил контракт с клубом. Однако по ходу сезона потерял место в стартовом составе, появляясь на поле лишь со скамейки запасных в концовках матчей.

### «Днепр» (Могилёв)
Зимой 2016 года проходил просмотр в могилёвском «Днепре». В феврале 2022 года официально стал игроком клуба. Дебютировал за клуб 16 апреля 2016 года в матче против светлогорского «Химика», также отличившись дебютным голом. Закрепился в основном составе клуба. Также по итогу сезона стал серебряным призёром Первой Лиги.

### «Орша»
В начале 2017 года проходил просмотр в «Слуцке» и «Белшине». В итоге стал игроком «Орши». Дебютировал за клуб 8 апреля 2017 года в матче против пинской «Волны». Дебютный гол забил 29 апреля 2017 года в матче против «Сморгони». Закрепился в основной команде клуба. По окончании сезона покинул клуб.
В 2018 году присоединился к клубу «Горки» из Второй Лиги. Затем на протяжении нескольких лет продолжал выступать за клуб. В сезоне 2022 сыграл за клуб в чемпионате 100 матчей.

## Достижения
«Славия-Мозырь»
- Победитель Первой Лиги — 2011